# 张连茹
张连茹（？—？），山东人，清朝政治人物。
张连茹为嘉慶十六年（1811年）辛未科进士。道光十三年（1833年）十一月接替毛正坦，署江苏宝山县知县一职，次年四月毛正坦回任。